# Seyssinet-Pariset
Seyssinet-Pariset is een gemeente in het Franse departement Isère (regio Auvergne-Rhône-Alpes). De plaats maakt deel uit van het arrondissement Grenoble. Seyssinet-Pariset telde op 1 januari 2022 11.784 inwoners. 

## Geografie
De oppervlakte van Seyssinet-Pariset bedroeg op 1 januari 2022 10,65 vierkante kilometer; de bevolkingsdichtheid was toen 1.106,5 inwoners per km².

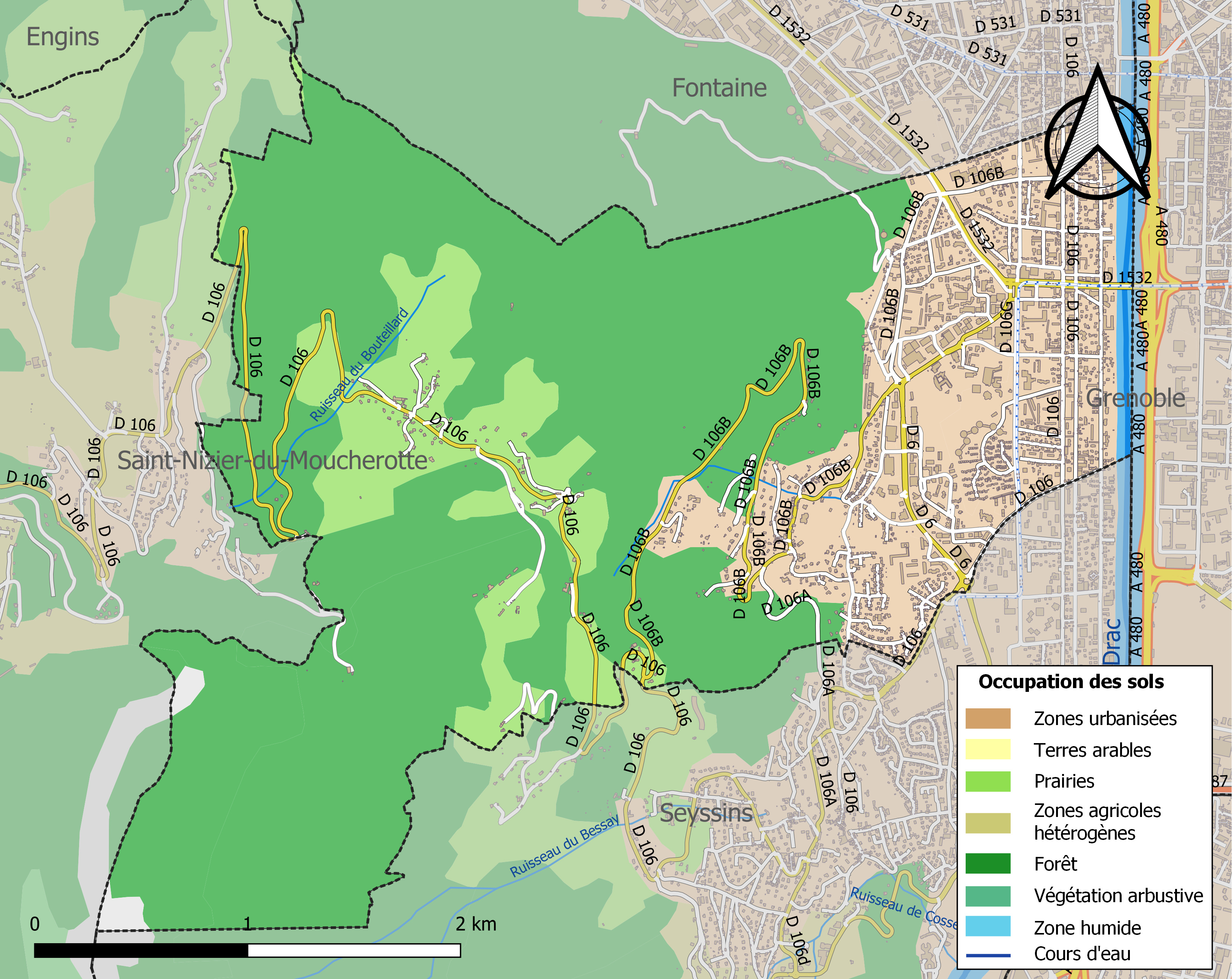
Kaart van de gemeente met de belangrijkste infrastructuur, bodemgebruik en omliggende gemeenten

## Demografie
Onderstaande figuur toont het verloop van het inwonertal (bron: INSEE-tellingen).